# Komodomys rintjanus
Komodomys rintjanus är en däggdjursart som först beskrevs av Henri Jacob Victor Sody 1941.  Komodomys rintjanus är ensam i släktet Komodomys som ingår i familjen råttdjur. IUCN kategoriserar arten globalt som sårbar. Inga underarter finns listade.
Arten är nära släkt med vanliga råttor (Rattus) och räknas av Wilson & Reeder (2005) till Rattus-gruppen inom underfamiljen Murinae.
Detta råttdjur förekommer på de indonesiska öarna Rintja, Padar, Lomblen och Pantar. Trots namnet är det osäkert om arten lever på Komodo. Beståndet på Flores är utdött sedan cirka 3000 år. Individer hittades främst i klippiga områden som är täckta av buskar. Arten vistas även i galleriskogar och i människans trädgårdar.
Komodomys rintjanus når en kroppslängd (huvud och bål) av 12,5 till 20 cm och en svanslängd av 11 till 16 cm. Den grova pälsen med taggiga hår är främst sandfärgade. Några kroppsdelar är mera mörkbrun eller grå och fötterna har en vit färg. På svansen finns fjäll och silvergråa hår. Vid tårna har arten långa naglar. Antalet spenar hos honor är tio.